# Zeitzer Forst

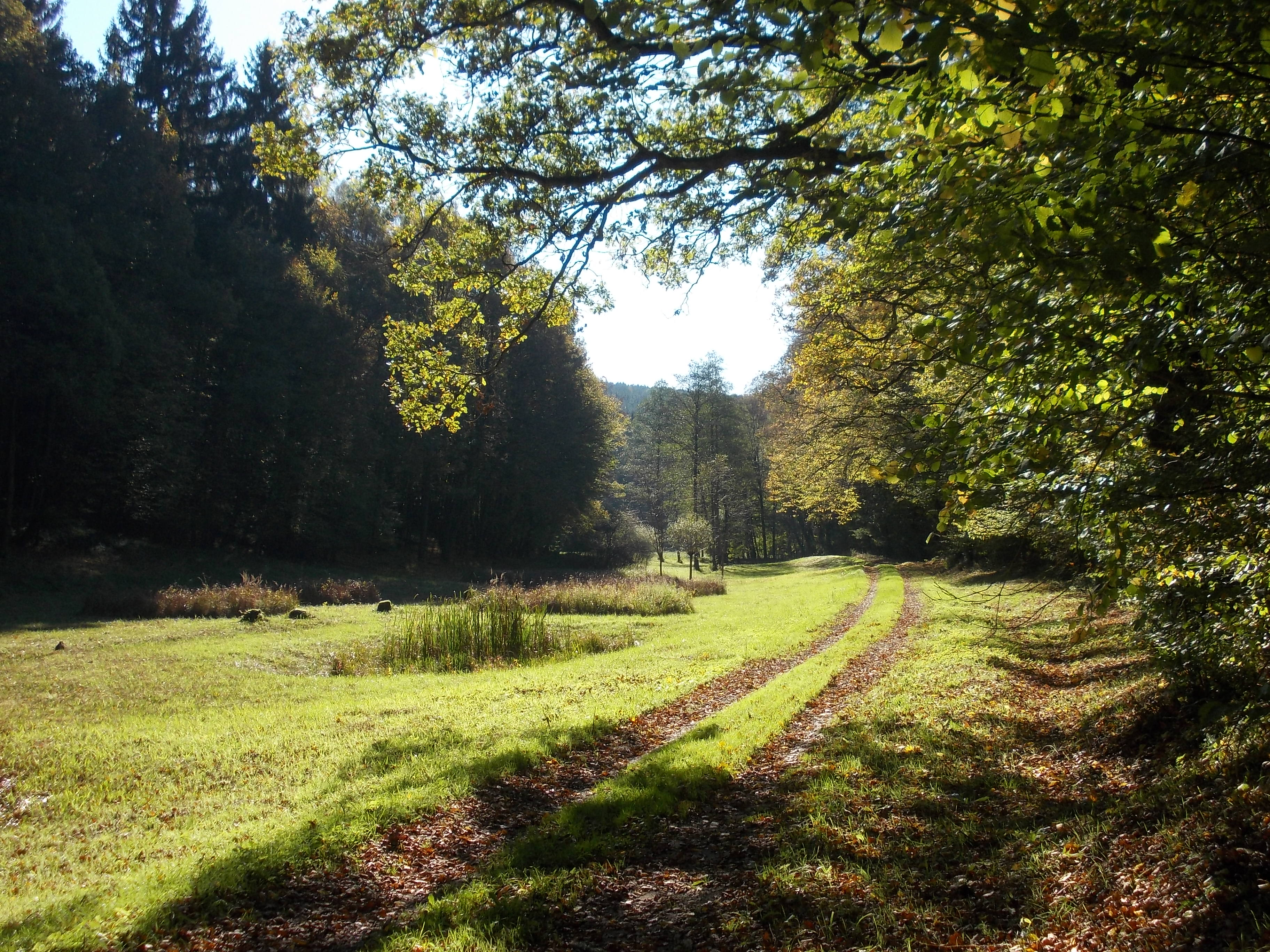
Waldwiese im Naturschutzgebiet Zeitzer Forst

Der Zeitzer Forst ist ein Waldgebiet in den Gemeinden Wetterzeube und Gutenborn im Burgenlandkreis in Sachsen-Anhalt und der Stadt Gera in Thüringen. Ausläufer des Waldes reichen in die Gemeinden Crossen an der Elster und Silbitz im Saale-Holzland-Kreis in Thüringen hinein.

## Beschreibung
Der Zeitzer Forst liegt nördlich von Gera und südwestlich von Zeitz. Der in Sachsen-Anhalt liegende Teil des Waldgebietes liegt zu einem großen Teil im Naturpark Saale-Unstrut-Triasland. Die Flächen werden überwiegend vom Geschäftsbereich Bundesforst der Bundesanstalt für Immobilienaufgaben verwaltet.
Die Wälder des Zeitzer Forstes stocken überwiegend auf von Löss überdeckten Buntsandstein des Zeitzer Buntsandsteinplateaus. Das Waldgebiet war historisch durch artenreiche Buchenwälder mit zahlreichen Weißtannen geprägt. Im 19. Jahrhundert wurden große Teile der Wälder zu Nadelwäldern umgebaut. Um 1900 lag der Nadelholzanteil im Zeitzer Forst bei circa 80 %. Im 20. Jahrhundert wurde begonnen, die Fichten-Nadelwälder wieder in Misch- und Laubwälder umzubauen. Die Wälder des Zeitzer Forstes verfügen über einen hohen Alt- und Totholzanteil. Der Zeitzer Forst wird von mehreren Bächen durchflossen, die teilweise in den Wäldern entspringen. Der Rauschebach im Nordwesten des Zeitzer Forstes wird unter anderem von einer Kalktuffquelle gespeist. Kleinflächig sind Stillgewässer zu finden, die teilweise künstlich angelegt bzw. angestaut wurden.
Das Waldgebiet wird von teilweise ausgedehnten, naturnahen Laubwäldern gebildet. Diese sind teilweise als Waldmeister- bzw. Hainsimsen-Rotbuchenwälder sowie Eichen-Hainbuchenwälder in den Ausprägungen Waldlabkraut-Eichen-Hainbuchen- bzw. Sternmieren-Eichen-Hainbuchenwälder, ausgebildet. Die Laub- und Mischwälder werden von Rotbuche, Trauben- und Stieleiche, Hainbuche und Winterlinde dominiert. Auf staunassen Plateaustandorten stocken pfeifengrasreiche Honiggras-Eichenwälder. In den Bachtälern sind kleinflächig Winkelseggen-Eschenwälder aus Schwarzerle, Gemeiner Esche und Stieleiche ausgebildet, auf vermoorten Standorten stocken Walzenseggen-Erlenbruchwälder. Im Westen des Zeitzer Forstes befinden sich Reste eines kleinen Niedermoores mit Vorkommen von Grauseggen und Hundsstraußgras. Im Rauschebachtal sind Reste eines Plenterwaldes mit Altbeständen der Rotbuche erhalten geblieben. Entlang von Fließgewässern und an Waldrändern sind Hochstaudenfluren ausgebildet.
Das Waldgebiet wurde mindestens seit 1939 militärisch als Übungsplatz genutzt. Ab den 1950er-Jahren nutzte die Sowjetarmee das Gebiet als Schieß- und Übungsplatz. Nach dem Abzug der Sowjetarmee übernahm die Bundeswehr Ende 1993 das Gelände. Ein rund 705 Hektar großer Teil der Fläche wird als Standortübungsplatz Gera (Zeitzer Forst) weiterhin militärisch genutzt. Der Standortübungsplatz ist aus dem Naturpark Saale-Unstrut-Triasland ausgenommen. Durch die militärische Nutzung entstanden Offenlandbereiche mit Landreitgrasfluren und kleinflächig Heiden mit Ginster, teilweise sind auch offene Sandbodenflächen vorhanden. Die aus der militärischen Nutzung entlassenen Flächen bewalden durch natürliche Sukzession wieder. Eine rund 200 Hektar große Fläche wird seit April 2009 mit Konik-Pferden bzw. seit Mai 2010 zusätzlich mit Schottischen Hochlandrindern beweidet, um die Lebensräume offenzuhalten. Insbesondere Anfang der 1990er-Jahre wurden auch umfangreiche Renaturierungsmaßnahmen durchgeführt, die insbesondere der Wiederherstellung bzw. Aufwertung der Stillgewässer dienten.
Der Zeitzer Forst grenzt größtenteils an landwirtschaftliche Nutzflächen. Im Nordwesten schließt sich die Aue der Weißen Elster mit größeren Grünlandbereichen und Resten der Weichholzaue mit Pappeln und Weiden an den Zeitzer Forst an. Durch den Zeitzer Forst verlaufen zahlreiche Forstwege. Im Osten quert die Kreisstraße 2220 das Waldgebiet.

## Flora und Fauna
Der Zeitzer Forst ist Lebensraum einer artenreichen Flora und Fauna. Bei Kartierungen der Fauna wurden 90 Vogelarten festgestellt, davon 67 Brutvogelarten, 33 Säugetierarten, sieben Amphibien- und fünf Reptilienarten sowie zahlreiche Insekten, darunter 412 Schmetterlings-, 83 Käfer-, 20 Libellen- und 21 Heuschreckenarten. So sind hier unter anderem die Vogelarten Schwarzstorch, Schwarz-, Grau-, Grün-, Mittel-, Klein- und Buntspecht, Wendehals, Rot- und Schwarzmilan, Wespenbussard, Habicht, Sperber, Baumfalke, Turmfalke, Waldohreule, Sperlings- und Raufußkauz, Kolkrabe, Hohl- und Turteltaube, Ortolan, Neuntöter, Raubwürger, Wachtel, Sperbergrasmücke, Heidelerche, Braun- und Schwarzkehlchen, Gartenrotschwanz, Schlagschwirl, Wiesenpieper, Trauerschnäpper, Gebirgsstelze, Waldwasserläufer, Waldschnepfe und Eisvogel heimisch. Einige der Vogelarten werden nur sporadisch nachgewiesen. Das Waldgebiet ist Lebensraum von  Wildkatze, Baummarder, Hermelin, Iltis, Mauswiesel, Siebenschläfer, Haselmaus und Wasserspitzmaus. Weiterhin beherbergt es mehrere Fledermausarten, darunter Bechsteinfledermaus, Mopsfledermaus, Fransenfledermaus, Zwergfledermaus, Braunes Langohr, Großes Mausohr und Kleine Bartfledermaus. Reptilien und Amphibien sind unter anderem durch Kreuzotter, Schlingnatter, Ringelnatter, Zauneidechse, Blindschleiche, Kamm-, Berg- und Teichmolch, Moorfrosch, Laubfrosch und Knoblauchkröte vertreten. Das Gebiet beherbergt Vorkommen der Käferarten Eremit und Hirschkäfer, Libellen sind beispielsweise durch Großes Granatauge, Braune Mosaikjungfer, Torf-Mosaikjungfer, Kleine Moosjungfer, Glänzende Binsenjungfer und Fledermaus-Azurjungfer vertreten. Gewässer sind unter anderem Lebensraum von Groppe, Edelkrebs und Fischotter.
Das Gebiet beherbergt eine Vielzahl Gefäßpflanzen, darunter je nach Lebensraumtyp unter anderem Vogelnestwurz, Weißes Waldvöglein, Breitblättriges Knabenkraut, Geflecktes Knabenkraut, Bienenragwurz, Große Händelwurz, Knöllchensteinbrech, Großer Wiesenknopf, Gewöhnlicher Teufelsabbiss, Raue Nelke, Heidenelke, Leberblümchen, Sprossender Bärlapp, Zweiblättrige Schattenblume, Waldlabkraut, Goldnessel, Große Sternmiere, Waldziest, Hohe Schlüsselblume, Einbeere, Bitteres Schaumkraut, Sumpfpippau, Dreizahn, Zypressenwolfsmilch, Wiesenstorchschnabel, Scharfer Hahnenfuß, Wiesenglockenblume, Teufelsabbiss, Kümmelblättrige Silge, Sumpfschafgarbe, Kuckuckslichtnelke, Waldsauerklee, Maiglöckchen, Besenheide, Heidelbeere, Deutscher Ginster, Waldschachtelhalm, Einblütiges Perlgras, Waldflattergras, Nelkenhaferschmiele, Drahtschmiele, Rasenschmiele, Zittergrassegge, Pillensegge, Waldsimse und Weißliche Hainsimse. Insbesondere im Osten des Zeitzer Forstes bei Ossig wachsen zahlreiche Frühlingsknotenblumen. Die Stillgewässer beherbergen unter anderem Vorkommen von Kleiner Wasserlinse, Vielwurzeliger Teichlinse und Schwimmendem Laichkraut. Insgesamt wurden im Zeitzer Forst rund 480 Pflanzenarten nachgewiesen.

## Schutzgebiete
Ein Großteil des Waldgebietes ist naturschutzrechtlich geschützt und als EU-Vogelschutz- und FFH-Gebiet gemeldet.
Die deckungsgleichen und circa 1718 Hektar großen Natura-2000-Gebiete in Sachsen-Anhalt sind durch die Landesverordnung zur Unterschutzstellung der Natura 2000-Gebiete im Land Sachsen-Anhalt (N2000-LVO LSA) seit dem 21. Dezember 2018 rechtlich gesichert (in der Landesverordnung zur Unterschutzstellung der Natura 2000-Gebiete im Land Sachsen-Anhalt (N2000-LVO LSA) ist die Fläche der Natura-2000-Gebiete mit 1712 Hektar angegeben). Der übrige auf dem Gebiet des Landes Sachsen-Anhalt liegende Teil ist Bestandteil des Landschaftsschutzgebietes „Aga-Elster-Tal und Zeitzer Forst“, das auch das EU-Vogelschutz- und FFH-Gebiet umfasst und diese auf dem Gebiet des Landes Sachsen-Anhalt fast vollständig umschließt.
Das auf dem Gebiet des Landes Thüringen liegende EU-Vogelschutzgebiet ist circa 397 Hektar und das FFH-Gebiet circa 421 Hektar groß. 327,4 Hektar der Natura-2000-Gebiete sind hier als Naturschutzgebiet „Zeitzer Forst“ ausgewiesen.
Die Natura-2000-Gebiete in Sachsen-Anhalt bzw. Thüringen grenzen an der Landesgrenze direkt aneinander. Alle vier tragen einheitlich die Bezeichnung „Zeitzer Forst“. Innerhalb des Zeitzer Forstes liegen die Flächennaturdenkmale „Flachmoor mit Kreuzotterwiese östlich Nickelsdorf“, „Rauschebachtal von Quellgebiet bis Mündung“ und „Braupfannenteich“.
Zwei Flächen des Zeitzer Forstes, ein rund 855 Hektar großer Teil im Nordwesten und ein rund 185,5 Hektar großer Teil im Süden des Waldgebietes sind Bestandteil des Nationalen Naturerbes. Die Fläche im Nordwesten des Waldgebietes wird seit 2005 von der gemeinnützigen DBU Naturerbe betreut.
Zuständige unter Naturschutzbehörden sind der Burgenlandkreis, der Saale-Holzland-Kreis und die Stadt Gera.

## Erholung und Freizeit
Die Forstwege im Zeitzer Forst können als Wanderwege genutzt werden, Teile des Zeitzer Forstes auch außerhalb des Standortübungsplatzes sind aber wegen Altlasten aus der früheren militärischen Nutzung für Besucher gesperrt. Bei Breitenbach befinden sich ein Naturlehrpfad sowie ein Baum-des-Jahres-Weg im Zeitzer Forst. Am Ortausgang von Breitenbach befindet sich ein Spielplatz mit einem Aussichtsturm und einer Natur- und Erlebnisstation am Rand des Zeitzer Forstes.